# Fontamara (film)
Pour plus de détails, voir Fiche technique et Distribution.
Fontamara est un film italien réalisé par Carlo Lizzani, sorti en 1980.

## Fiche technique
- Titre : Fontamara
- Réalisation : Carlo Lizzani
- Scénario : Lucio De Caro et Carlo Lizzani d'après le roman Fontamara d'Ignazio Silone
- Musique : Roberto De Simone
- Photographie : Mario Vulpiani
- Montage : Franco Fraticelli
- Production : Piero Lazzari
- Société de production : Erre Cinematografica et Rai
- Pays :  Italie
- Genre : Drame
- Durée : 139 minutes
- Dates de sortie : 
  -  Italie : 10 octobre 1980

## Distribution
- Michele Placido : Berardo Viola
- Ida Di Benedetto : Maria Rosa
- Antonella Murgia : Elvira
- Imma Piro : Maria Grazia

## Distinctions
Lors de la 26e cérémonie des David di Donatello, le film reçoit 2 nominations (Meilleur créateur de costumes et Meilleur décorateur).